# Enteropatia
Enteropatia – stan chorobowy polegający na zapaleniu jelita cienkiego, zmniejszeniu jego zdolności absorpcyjnej i zwiększeniu przepuszczalności.
Do enteropatii należą m.in.:
- celiakia
- enteropatia z utratą białek
- enteropatia popromienna